# Freaky Fortune
Freaky Fortune er en græsk danceduo bestående af Nikolas "Nick" Raptakis (Νικόλας Ραπτάκης, født 30. april 1990 i Athen), vokal, og Theophilus Pouzbouris (Θεόφιλος Πουζμπούρης, født 9. februar 1991 i Athen), produktion. Den 11. marts 2014 vandt den sammen med rapperen Risky Kidd den græske forhåndsudvælgelse til Eurovision Song Contest 2014 med nummeret "Rise Up". Ved Eurovision i København gik det videre fra den anden semifinale den 8. maj og nåede siden en 20. plads ved finalen to dage senere.